# Molho
Molhos são uma adição semilíquida de muitas preparações culinárias e, apesar de poderem ser considerados um ingrediente extra num prato, podem ser a diferença entre uma receita e outra com os mesmos ingredientes básicos.

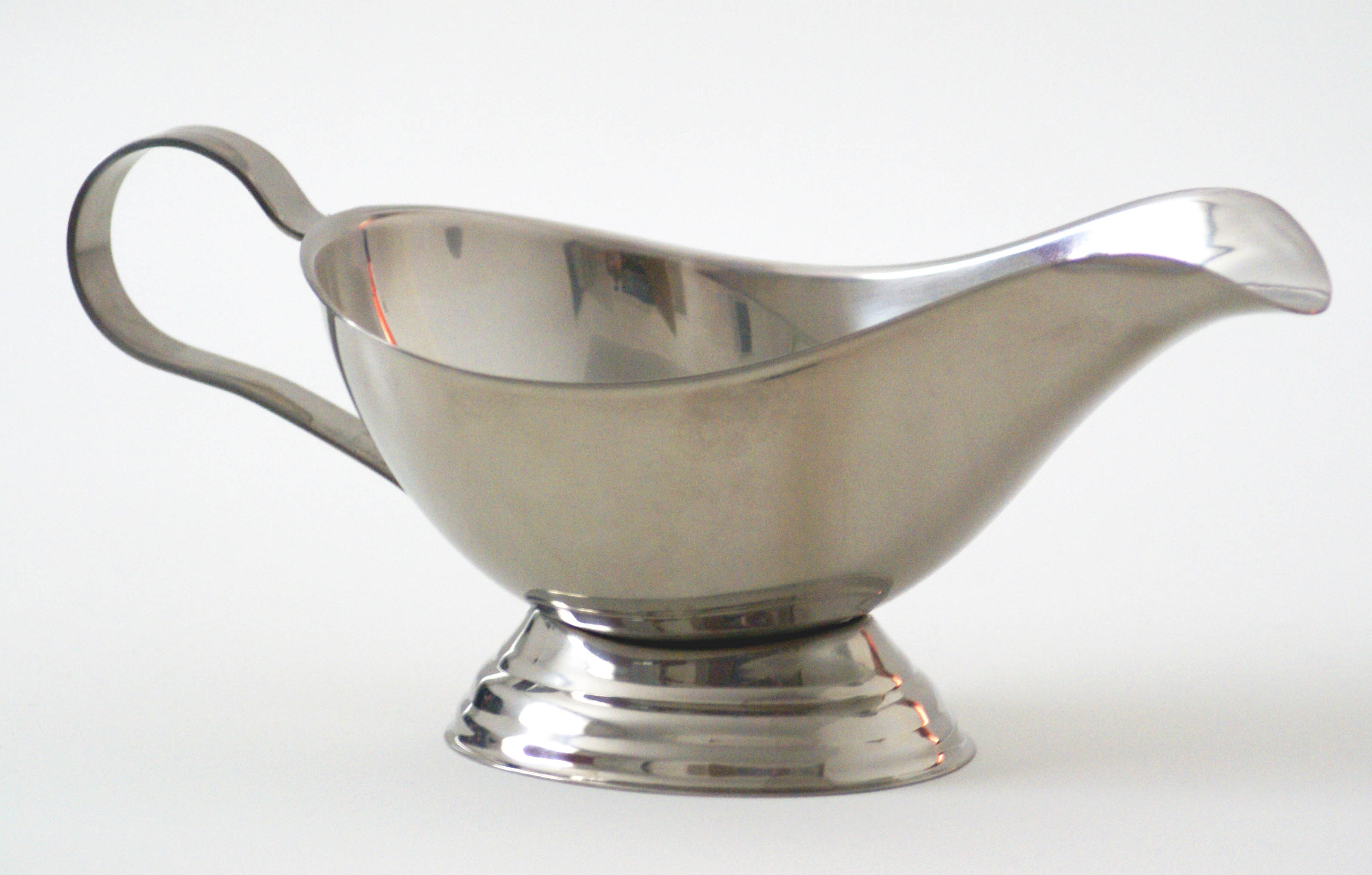
Na tradição europeia, os molhos são servidos numa molheira.

## Tipos
Há vários tipos de molhos, entre os quais:
- Molhos frios, baseados em azeite (ou outro óleo vegetal):
  - Alioli
  - Maionese
  - Vinagrete
  - Molho tártaro
  - Chimichurri

- Molhos baseados num alimento fermentado:
  - Molho de soja
  - Molho de peixe tailandês

- Molhos cozinhados (geralmente servidos quentes) baseados num líquido (água, leite ou caldo de carne ou peixe), espessados com farinha:
  - Molho béchamel
  - Molho mornay
  - Molho branco
  - Molho de Francesinha
  - Molho madeira

- Molhos baseados num refogado:
  - Molho de tomate
  - Molho Napolitano
  - Cebolada
  - Escabeche

- Molhos baseados em vegetais e outros ingredientes cozinhados e geralmente servidos frios:
  - Molho inglês (Worcestershire)
  - Chatni (Chutney)

- Molhos baseados em frutas, geralmente servidos frios, sobre sorvetes e sobremesas.